# Viên bi xanh

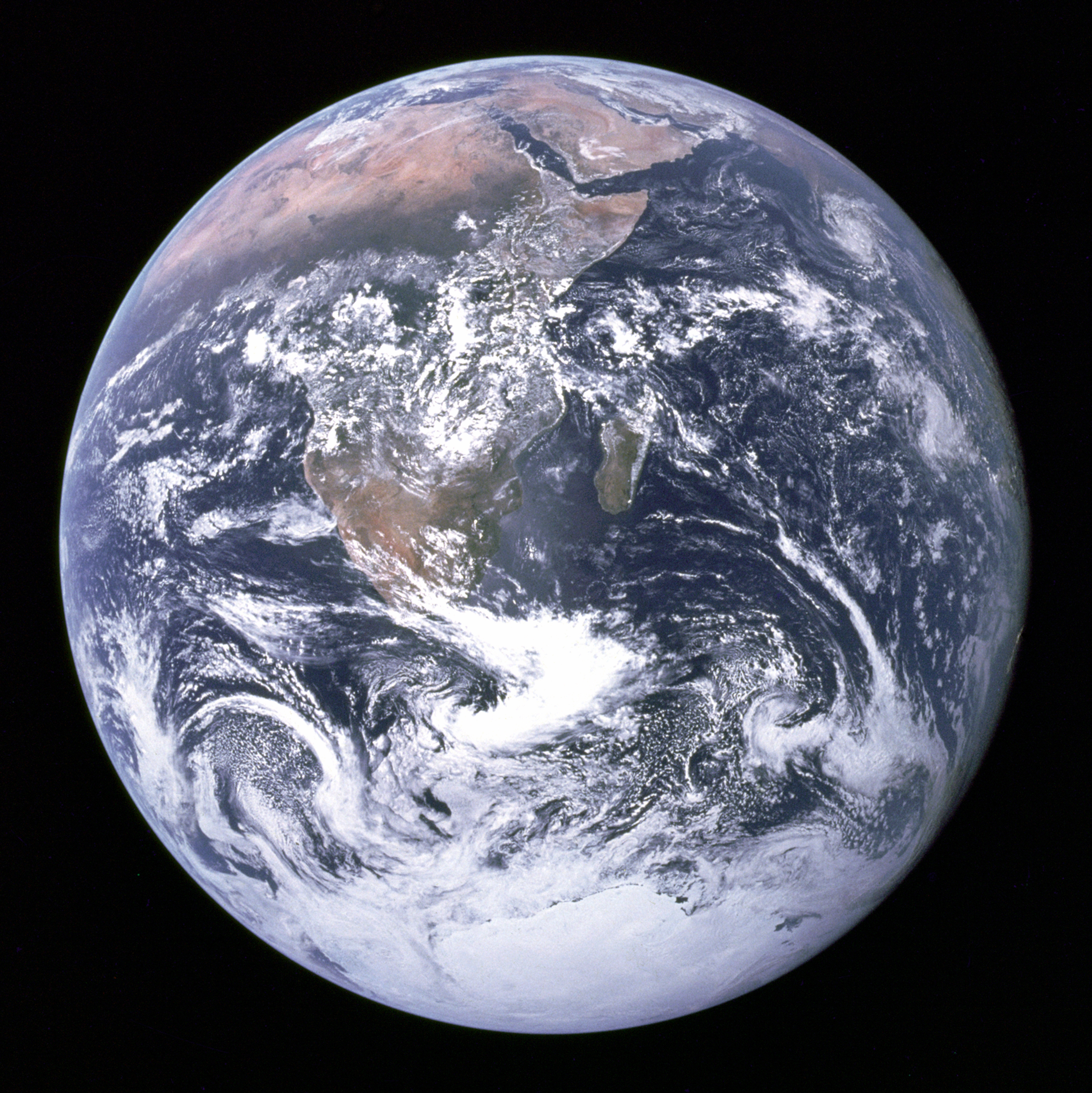
Quang cảnh Trái Đất, nhìn từ Apollo 17 khi đang trên đường đến Mặt Trăng, kéo dài từ Địa Trung Hải đến Nam Cực. Đây là lần đầu tiên Apollo 17 ở vị trí thuận lợi để có thể chụp ảnh Nam Cực. Nam Bán Cầu bị che phủ bởi những đám mây dày. Có thể nhìn thấy hầu hết chiều dài bờ biển châu Phi. Bán đảo Ả-rập nằm kế góc đông bắc Phi châu. Hòn đảo lớn ngoài khơi châu Phi là Madagascar. Lục địa Châu Á ở đường chân trời phía đông bắc.

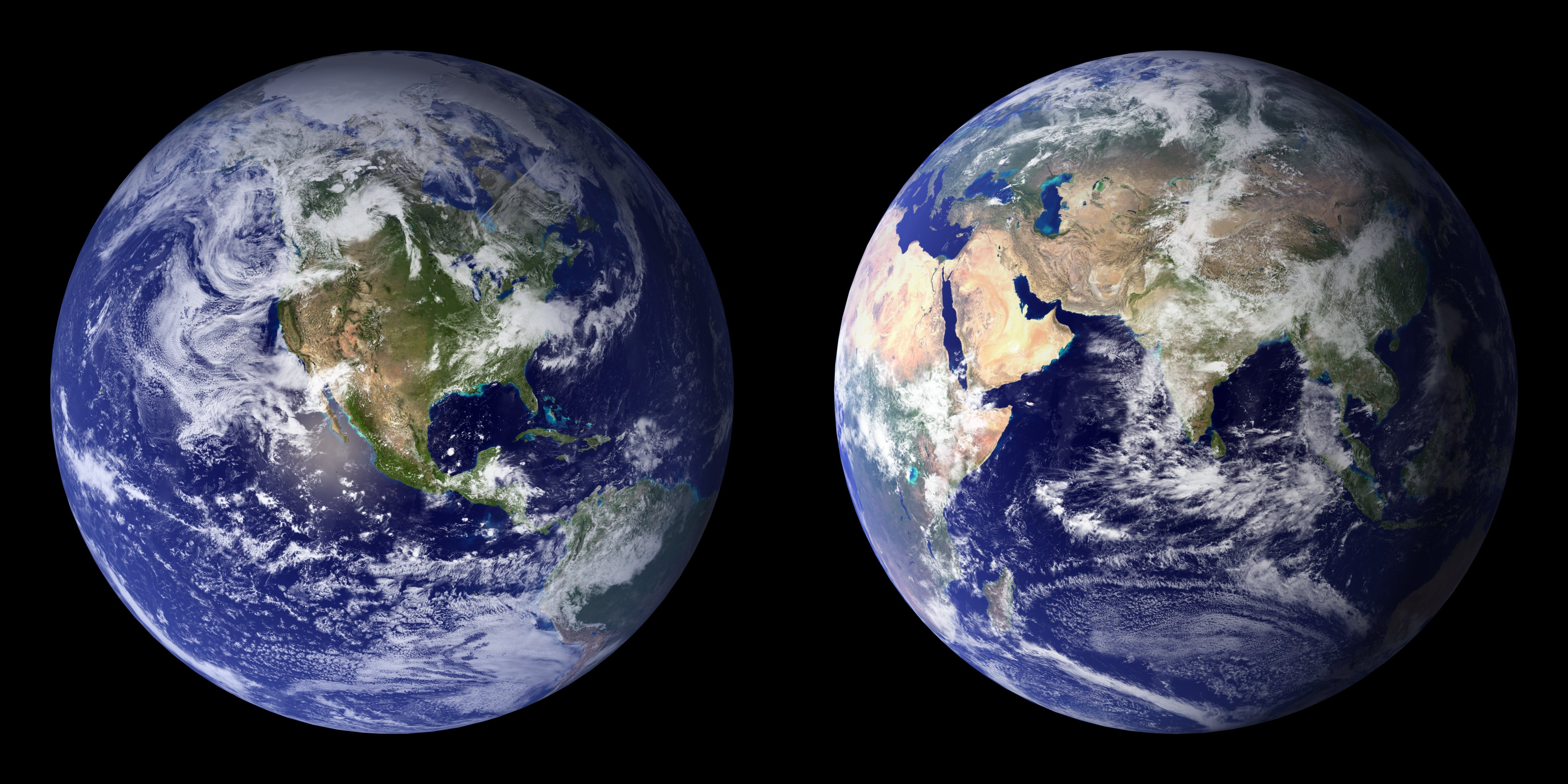
Viên bi xanh (ảnh ghép của NASA) phổ biến năm 2001 (trái), và 2002 (phải)

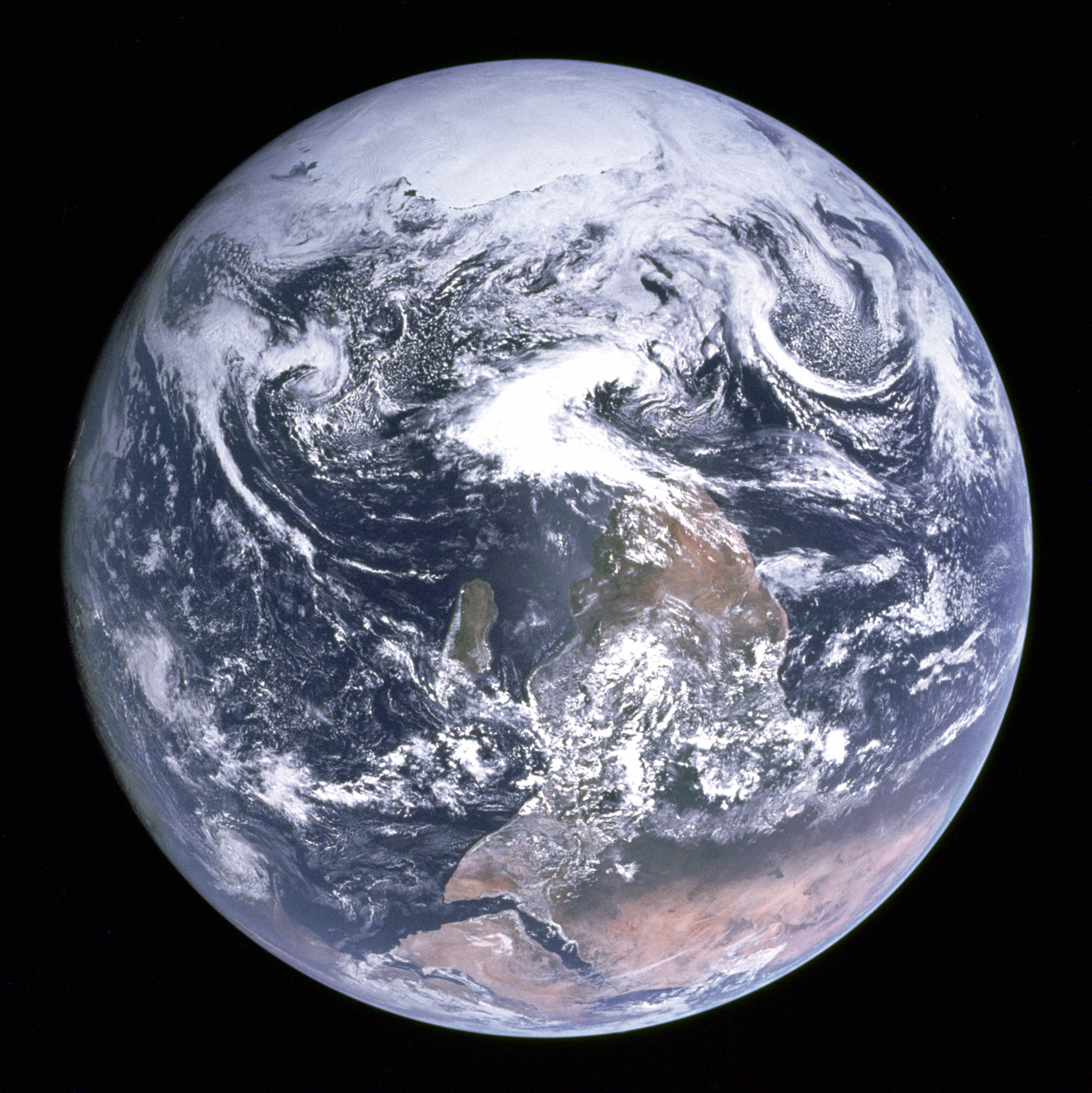
Ảnh gốc của "viên bi xanh"; Nam Cực ở phía trên, nhưng ảnh được đảo ngược để phù hợp với cái nhìn truyền thống về Trái Đất.

Viên bi xanh (tiếng Anh: The Blue Marble, tiếng Pháp: La Bille bleue) là một hình ảnh của Trái Đất được chụp vào ngày 7 tháng 12 năm 1972 từ khoảng cách 29.000 kilômét (18.000 dặm) tính từ bề mặt hành tinh. Nó được chụp bởi phi hành đoàn tàu vũ trụ Apollo 17 trên đường tới Mặt Trăng và là một trong những hình ảnh được sao chép nhiều nhất trong lịch sử.
Hình ảnh có ký hiệu chính thức của NASA là AS17-148-22727 và chủ yếu cho thấy Trái Đất từ biển Địa Trung Hải đến Nam Cực. Đây là lần đầu tiên quỹ đạo Apollo cho phép chụp ảnh mũ băng của Nam Cực, mặc dù Nam bán cầu bị che phủ rất nhiều trong mây. Ngoài bán đảo Ả Rập và Madagascar, gần như toàn bộ bờ biển châu Phi có thể nhìn thấy rõ. Đại lục châu Á nằm trên đường chân trời.
NASA cũng đã áp dụng tên này cho một loạt hình ảnh năm 2012 bao phủ toàn bộ địa cầu ở độ phân giải tương đối cao. Chúng được tạo ra bằng cách xem qua các ảnh vệ tinh được chụp theo thời gian để tìm ra càng nhiều ảnh không có mây càng tốt để sử dụng trong các ảnh cuối cùng.

## Bức ảnh
Bức ảnh này được chụp vào ngày 7 tháng 12 năm 1972 lúc 05:39 sáng EST (10:39 UTC) và là một trong những hình ảnh được phổ biến rộng rãi nhất từ trước đến nay. Đây là một trong số ít bức ảnh mà Trái Đất được chiếu sáng gần như hoàn toàn khi Mặt Trời phía sau các phi hành gia khi họ chụp ảnh. Đối với các nhà du hành vũ trụ, Trái Đất có hình dáng và kích thước của một viên bi thủy tinh, do đó bức ảnh có tên là Viên bi xanh. Nó chủ yếu được hiển thị với Nam Cực ở phía dưới, mặc dù góc nhìn thực tế của các phi hành gia khi đó là Nam Cực trên đầu bức ảnh.

## Lịch sử
Các phi hành gia trên phi thuyền Apollo 17 đã chụp bức ảnh Viên bi xanh vào ngày 7 tháng 12 năm 1972 lúc 5:39 giờ sáng EST (10:39 UTC), tức là khoảng 5 giờ 6 phút sau khi phi thuyền được phóng lên từ Trung tâm Vũ trụ Kennedy ở Florida, và khoảng 1 giờ 48 phút sau khi phi thuyền rời quỹ đạo vòng quanh Trái Đất để vào lộ trình hướng về Mặt Trăng.
Mã tên chính thức của bức ảnh là AS17-148-22726. Nhiếp ảnh gia đã sử dụng máy ảnh Hasselblad 70 ly với ống kính 80 ly. NASA chính thức xem bức ảnh là thành quả của toàn thể phi hành đoàn Apollo 17 – Eugene Cernan, Ronald Evans và Jack Schmitt – trong suốt chuyến bay, mỗi thành viên phi hành đoàn đều chụp nhiều bức ảnh với máy ảnh Hasselblad. Có những chứng cứ cho thấy có lẽ Jack Schmitt là người chụp tấm ảnh trứ danh này.
Apollo 17 là chuyến bay có người lái sau cùng đáp xuống Mặt Trăng. Từ đó đến nay không ai đến được vị trí ấy để có thể chụp được bức ảnh toàn cảnh Trái Đất như tấm ảnh này.
Viên bi xanh là bức ảnh rõ nét đầu tiên chụp bề mặt Trái Đất được chiếu sáng đầy đủ. Được giới thiệu với công chúng đang lúc cao trào của phong trào bảo vệ môi trường trong thập niên 1970, nhiều người xem bức ảnh này là hình ảnh sống động miêu tả sự mỏng manh và dễ bị tổn thương của Trái Đất, một tinh cầu nhỏ bé và cô độc giữa vũ trụ bao la. Theo Mike Gentry, một nhà tàng thư của NASA, Viên bi xanh là bức ảnh được phổ biến rộng rãi nhất trong lịch sử loài người.
Về sau, có những tấm ảnh tương tự về Trái Đất (kể cả những tấm ảnh ghép có độ phân giải cao hơn) cũng được gán cho cái tên Viên bi xanh. Các tổ chức bảo vệ môi trường thường xuyên sử dụng cụm từ "Viên bi xanh" để xây dựng và quảng bá hình ảnh quan tâm đến môi trường.
Tấm ảnh gốc ghi lại hình ảnh Trái Đất ngược (Nam Cực nằm phía trên), nhưng khi phổ biến tấm ảnh, người ta xoay ngược để phù hợp với hình ảnh truyền thống của tinh cầu này.

### Ảnh năm 1972
- The one, the only, photograph of Earth a short list of places in which the image has been used.
- Apollo Image Atlas Photos from magazine NN of the 70mm Hasselblad camera used on Apollo 17 (includes the Blue Marble photo and others quite similar to it)

### Ảnh ghép của NASA
- Blue Marble Lưu trữ ngày 4 tháng 12 năm 2004 tại Wayback Machine (2002)

  - Blue Marble Mapserver Lưu trữ ngày 10 tháng 2 năm 2005 tại Wayback Machine Web interface for viewing small sections of the above
- Blue Marble: Next Generation Lưu trữ ngày 17 tháng 10 năm 2008 tại Wayback Machine (2005; one picture per month)
  - Blue Marble Navigator Web interface for viewing local sections of the above, incl. links to other such interfaces, download sites etc.
  - Blue Marble: Next Generation in NASA World Wind Lưu trữ ngày 28 tháng 10 năm 2005 tại Wayback Machine